# Семенов Андрій Сергійович (легкоатлет)
Андрій Сергійович Семенов (укр. Андрій Сергійович Семенов) — український легкоатлет, фахівець з штовхання ядра. 
Виступав за збірну України з легкої атлетики у 2001—2013 роках, переможець та призер першостей національного значення, учасник двох літніх Олімпійських ігор.

## Біографія
Андрій Семенов народився 4 липня 1984 року в місті Орхей Молдавської РСР. Виходець зі спортивної сім'ї: мати Ольга Володимирівна Семенова — тренер з легкої атлетики, старший брат Семенов Олексій Сергійович — титулований метальник диска.
Згодом проживав в Одесі, виступав за одеське «Динамо».
Вперше заявив про себе на міжнародному рівні в сезоні 2001 року, коли увійшов до складу української національної збірної і виступив на Чемпіонат світу з легкої атлетики серед юнаків 2001 юнацькій світовій першості в Дебрецені, де в заліку метання диска став четвертим.
У 2002 році метал диск на Чемпіонат світу з легкої атлетики серед юніорів 2002 юніорській світовій першості в Кінгстоні, але у фінал не вийшов.
Починаючи з 2007 року, більше спеціалізувався на штовханні ядра і виступав уже серед дорослих спортсменів. Так, цього сезону штовхав ядро на чемпіонаті Європи у приміщенні в Бірмінгемі, але з результатом 18,41 у фінал не вийшов.
Завдяки низці вдалих виступів удостоївся права захищати честь країни на літніх Олімпійських ігор 2008 року в Пекіні — у програмі Легкої атлетики на літніх Олімпійських іграх 2008 — штовхання. На попередньому кваліфікаційному етапі показав результат 20,01 метра, чого виявилося замало для виходу у фінал.
У 2010 році штовхав ядро на чемпіонаті Європи в Барселоні (19,31).
У 2011 році на змаганнях у Сумах встановив свій особистий рекорд у штовханні ядра в закритих приміщеннях — 20,62 метра, тоді як на чемпіонаті Європи у приміщенні в Парижі показав результат1 . Влітку на турнірі в Донецьку також встановив особистий рекорд на відкритому стадіоні - 20,63 метра. Представляв Україну на чемпіонаті світу у Тегу (19,45) і на Всесвітніх військових іграх у Ріо-де-Жанейро — у другому випадку з результатом 20,02 золота медаль.
Виконавши олімпійський кваліфікаційний норматив (20,50), благополучно пройшов відбір на Олімпійські ігри 2012 року в Лондоні — цього разу провалив усі три свої спроби в  штовханні ядра, не показавши жодного результату.
У 2013 році виграв бронзову медаль на Кубку Європи з зимових метань у Кастельоні (19,55), виступив на чемпіонаті (19,53).
Завершив спортивну кар'єру після закінчення сезону 2015 року.
У серпні 2019 року в результаті повторної перевірки допінг-проби, отриманої на чемпіонаті світу в Тегу, Андрій Семенов був викритий у використанні заборонених речовин - тест показав наявність анаболічного стероїду туринабола. У результаті спортсмена дискваліфікували терміном на два роки, а всі його результати, показані в період з 22 серпня 2011 по 21 серпня 2013 були анульовані.